# تائکو کاواتا
تائکو کاواتا (انگلیسی: Taeko Kawata; ۲۰ مارس ۱۹۶۵ – ) صداپیشه اهل ژاپن بود. وی از سال ۱۹۸۶ میلادی تاکنون مشغول فعالیت بوده‌است.